# Heliopolis
Heliopolis je bil veliko mesto v Starem Egiptu, upravno središče 13. ali Heliopolskega noma Spodnjega Egipta in veliko versko središče. Ostanki mesta so v Ayn Shamsu, severovzhodnem predmestju Kaira. 
Mesto je bilo eno od najstarejših v Egiptu, naseljeno že v preddinastičnem obdobju. V Starem in Srednjem kraljestvu se je zelo razširilo, zdaj pa je večinoma  uničeno. Njegovi templji in druge zgradbe so bili  porušeni za gradnjo srednjeveškega Kaira. Večina podatkov o starem mestu izhaja iz ohranjenih zapisov.
Največji ohranjeni spomenik iz Heliopolisa je obelisk templja Ra-Atuma, ki ga je postavil Senusret I. iz Dvanajste dinastije. Obelisk iz rdečega granita še vedno stoji na prvotnem mestu. Visok je 21 m in tehta 120 ton.

## Imena
| iwn | nw · O49 |

| ali | O28 |

| iwn | nw · O49 |

| ali | O28 |

Heliopolis je polatinjena oblika ptolomajskega grškega imena Ἡλιούπολις  (Hēlioúpolis), ki pomeni »Mesto (grškega boga sonca) Helija«.  Grki so Helija istovetili z egipčanskima bogovoma Rajem in Atumom, katerih glavno kultno središče je bil Heliopolis. 
Izvorno egipčansko ime mesta  je bilo wnw  - Stebri. Natančna izgovarjava imena ni znana, ker so Egipčani pisali samo soglasnike.  Tradicionalni egiptološki transkript imena je Iunu. V biblični hebrejščini je omenjeno kot  Ôn (אן‎) in Āwen (און‎), zato so nekateri jezikoslovci izgovarjavo rekonstruirali kot Āwanu, včasih tudi Awnu in Annu.
V piramidnih besedilih iz Starega kraljestva se mesto omenja kot »Rajeva hiša«.

## Zgodovina

### Egipčanski Heliopolis
Heliopolis je bil že v preddinastičnem obdobju regionalno središče in kultno središče boga sonca Atuma, katerega so  istovetili z Rajem in nato s Horom. Glavni mestni tempelj se je imenoval Velika hiša (egipčansko Pr Ꜥꜣt ali  Per Aat,  * Par'Ā'at) ali Atumova hiša (Pr I͗tmw ali Per Atum, * Par-'Atāma, hebrejsko פתם, Pithom). Njegovi svečeniki  so trdili, da je bil Atum ali Ra prvo bitje, ki je samega sebe  ustvarilo  iz prvobitnih voda. 
Upad pomembnosti Rajevega kulta v času Pete dinastije je pripeljal do razvoja Enead, skupine devetih velikih egipčanskih bogov, ki so druge bogove postavili v podrejen položaj. Visoki Rajevi svečeniki niso tako dobro dokumentirani kot svečeniki  drugih božanstev, čeprav so odkrili in izkopali več grobov visokih svečenikov iz obdobja Šeste dinastije  (2345 - 2181 pr. n. št.). V amarnskem obdobju v času Osemnajste dinastije je faraon Ehnaton uvedel nekakšno monoteistično oboževanje  pobóženega  sončnega diska Atona. V Heliopolisu je zgradil tempelj z imenom Vzvišeni Aton (Wṯs I͗tn ali Wetjes Atum), katerega kamni so še vedno vidni v nekaj mestnih vratih srednjeveškega Kaira. V mestu je bil tudi oltar svetega bika Mnevisa, katerega so častili kot utelešenje  Raja. Pokopališče svetih bikov je bilo severno od mesta.
V Svetem pismu (Exodus 1:11) je omenjeno trgovsko mesto Pitóm, ki bi lahko bilo Heliopolis.

### Helenistični Heliopolis
V Heliopolisu se je na pohodu iz Peluzija v Memfis ustavil Aleksander Veliki.
Po makedonski zasedbi Egipta se je pokazalo, da je bil Ra tempelj v veliki meri depó kraljevskih dokumentov. Herodot pravi, da so bili svečeniki v  Heliopolisu najbolje  obveščeni o zgodovini Egipta. V grškem obdobju je Heliopolis slovel  kot mesto učenosti. Šole astronomije in filozofije so obiskovali Orfej, Homer, Pitagora, Platon, Solon in drugi grški filozofi. V mestu sta predavala Ihonufis in njegov učenec Evdoks, katerega je učitelj podučil o  pravi dolžini leta in meseca. Evdoks je na tej osnovi oblikoval svoj oktaterid -  obdobje 8 let ali 99 mesecev.  Ptolemaj II. Filadelf je zadolžil glavnega heliopolskega svečenika Maneta, da je ji arhivov zbiral podatke za svojo zgodovino kraljev Egipta. Kasnejše Ptolemajce je Ra verjetno bolj malo zanimal. Središče učenja se je iz Heliopolisa preselilo v Aleksandrijo, učenci pa so se iz Rajevega templja umaknili v druga svetišča, ki jih je podpiralo bogato in pobožno  meščanstvo. Ko je v 1. stoletju pr. n. št. mesto obiskal Strabon, so bili templji opuščeni, mesto pa skoraj brez prebivalcev, čeprav so bili svečeniki še vedno prisotni.
Heliopolis je bil dobro znan tako antičnim Grkom kot Rimljanom. Omenjali so ga številni geografi iz tega obdobja, tudi Ptolemaj in Herodot, in kasneje  bizantinski geograf Štefan iz Bizanca.

### Rimski Heliopolis
Po rimski zasedbi Egipta je Heliopolis spadal v provinco Augustamnica. Med njegovim prebivalstvom je bilo že znatno število Arabcev. Številne obeliske so odstranili in z njimi okrasili mesta v Nilovi delti in samem Rimu. Dva od njih sta zdaj v Londonu (Kleopatrina igla) in v Centralnem parku v New Yorku.

### Islamski Heliopolis
V srednjem veku sta se začela širiti prva islamska prestolnica Fustat in Kairo, ki sta bila samo nekaj kilometrov od Heliopolisa. Ruševine Heliopolisa, vključno z obzidjem,  so postale vir že obdelanega gradiva za obe mesti. Heliopolis je postal znan kot Ayn Shams  (Vir sonca) in ʻArab al-Ḥiṣn.

## Zapuščina
Vpliv sončnega kulta iz Heliopolisa se odraža tako v starodavnih poganskih kot v  sedanjih monoteističnih verovanjih. Egipčanska in starogrška mitologija trdita, da sta Bennu ali feniks po vsakem svojem rojstvu prinesla pepel svojega prednika na oltar boga sonca v Heliopolisu. 
V hebrejskih spisih  se Heliopolis omenja neposredno ali posredno, običajno v omembah njegovega prominentnega poganskega kulta. Izaija je v svojih prerokbah proti  Egiptu napovedal, da bo Mesto sonca (Ir ha Shemesh) eno od petih egipčanskih mest, ki bodo sledila Gospodu nebeške vojske in govorila hebrejsko.  Jeremija in Ezekiel omenjata mesti Hiša sonca (Beth Shemesh) in Òn in pravita, da bo Gospod poslal Nebukadnezarja iz Babilona, da bo »razbil njune obeliske in  požgal v ognju hiše egiptovskih bogov«, mladeniči (aven) pa bodo padli pod njegovim mečem.
Za »Sirski Heliopolis« - Baalbek se domneva, da je svoj sončni kult prevzel od kolonije  svečenikov, ki so emigrirali iz Egipta.

## Arheološko najdišče
Ostanki antičnega mesta ležijo 15-20 m pod ulicami kairskih predmestij Al-Matariyyah, Ain Shams in Tel Al-Hisn
Na površini je viden del mestnega obzidja iz nežgane opeke, nekaj granitnih blokov z imenom Ramzesa II. in položaj velikega templja Ra-Atuma, ki ga označuje veliki obelisk. Leta 2004 so arheologi odkopali nekaj grobnic.